# Concursul Muzical Eurovision 2015
Concursul Muzical Eurovision 2015 a fost cea de-a 60-a ediție a Concursului Muzical Eurovision. Concursul s-a desfășurat în Austria ca urmare a victoriei Conchitei Wurst la concursul din 2014 cu piesa Rise Like a Phoenix. Câștigător al ediției din 2015 a devenit reprezentantul Suediei, Måns Zelmerlöw, cu piesa Heroes.
Evenimentul s-a desfășurat în Viena, pe arena Wiener Stadthalle. Cele două semifinale au fost stabilite pentru 19 și 21 mai 2015, iar finala a avut loc pe 23 mai 2015. Aceasta este a doua oară când Austria organizează Eurovisionul, prima dată fiind în 1967. În cadrul unei întâlniri între televiziunea gazdă ORF și EBU, a fost prezentată echipa ce se va ocupa cu organizarea. Edgar Böhm, care este și șef pe divertisment la ORF, a fost ales ca producător executiv.
Pentru prima data în ultimii 12 ani, Ucraina a decis să nu mai participe în concurs, în timp ce Cehia, Cipru și Serbia revin după pauza de 1 an, respectiv 5. Aceasta ediție marchează și debutul Australiei în concurs, în semn de recunoștință pentru cei peste 30 de ani de transmitere a Eurovision-ului pe micile ecrane. În caz de câștig, televiziunea australiană SBS urma să aleagă un oraș european apt de a găzdui evenimentul și să contribuie la organizare.
Prin această ediție, Eurovision a stabilit un record mondial Guinness, fiind desemnată cea mai longevivă competiție muzicală anuală de televiziune din lume.

## Loc de desfășurare
Pentru mai multe detalii despre țara gazdă, vedeți Austria.

### Licitație
După victoria austriacă din 2014, delegația a afirmat posibilitatea de a organiza concursul în Viena sau în Salzburg. Viena,Klagenfurt, Innsbruck, Austria Inferioară, Graz, Austria Superioară, Burgenland și Vorarlberg au arătat interes în găzduirea evenimentului în timp ce Salzburg a refuzat să liciteze datorită costului mare al săli și al promovări..
Viena, capitala și considerată favorită pentru găzduirea concursului, are două săli înscrise pentru găzduirea evenimentului. Prima sală este Wiener Stadthalle, care găzduiește anual turneul de tenis Erste Bank Open, dar și mai multe concerte și evenimente, iar cea de-a doua sală este Messe Wien. Aceste săli au o capacitate de 16,000 și respectiv 30,000 de spectatori. În competiție se mai află și  Stadthalle Graz și Schwarzl Freizeit Zentrum abele fiind situate în Graz. Cu o capacitate de 30,000 de spectatori, stadionul Wörthersee, localizat în Klagenfurt, s-a alăturat competiției.Cu toate acestea, stadionul ar necesita construirea unui acoperiș pentru  ca să fie găzduită competiția acolo. Innsbruck s-a înscris în competiție cu stadionul Olympiahalle, ce a găzduit probele de skating la Olimpiadele de iarnă din 1964 și 1976. Al cincilea oraș, Linz a manifestat interes pentru găzduirea în arena  Brucknerhaus, care este oricum prea mică pentru un concurs de asemenea anvergură. Fiind aproape geografic de Linz, Wels a arătat dorința de a găzdui evenimentul. Oberwart cu sala de expoziție și Vorarlberg, cu Vorarlberger Landestheater sunt ultimele orașe care au declarat interes.
Pe data de 29 mai 2014 televiziunea gazdă, ORF, și EBU au impus niște cerințe și detalii pentru sala gazdă. Ei au cerut ca sala să fie liberă cu 6-7 săptămâni înainte de concurs și cel puțin o săptămână după. Arena aleasă nu trebuie sa fie în aer liber, să aibă o capacitate de cel puțin 10,000 și o înălțime minimă de 15 metri. Camera verde trebuie să fie localizată în arenă sau cât mai aproape cu putință și să aibă o capacitate de 300 de persoane. De asemenea mai este necesar un spațiu de 6,000 m2 care va găzdui două cantine, camere pentru machiaje, dulapuri, o cameră de vizionare și spațiu pentru aproximativ 50 de comentatori. În afară de aceste mai trebuiesc 4000m2 pentru centrul de presă care trebuie să fie deschis între 11-24 mai 2015.
La 19 iunie, ziarul Der Standard a afirmat că ORF a redus lista locațiilor de la 12 la doar 7. Astfel, Viena ar rămâne în cursă cu 5 săli, iar Graz și Innsbruck cu câte una fiecare.

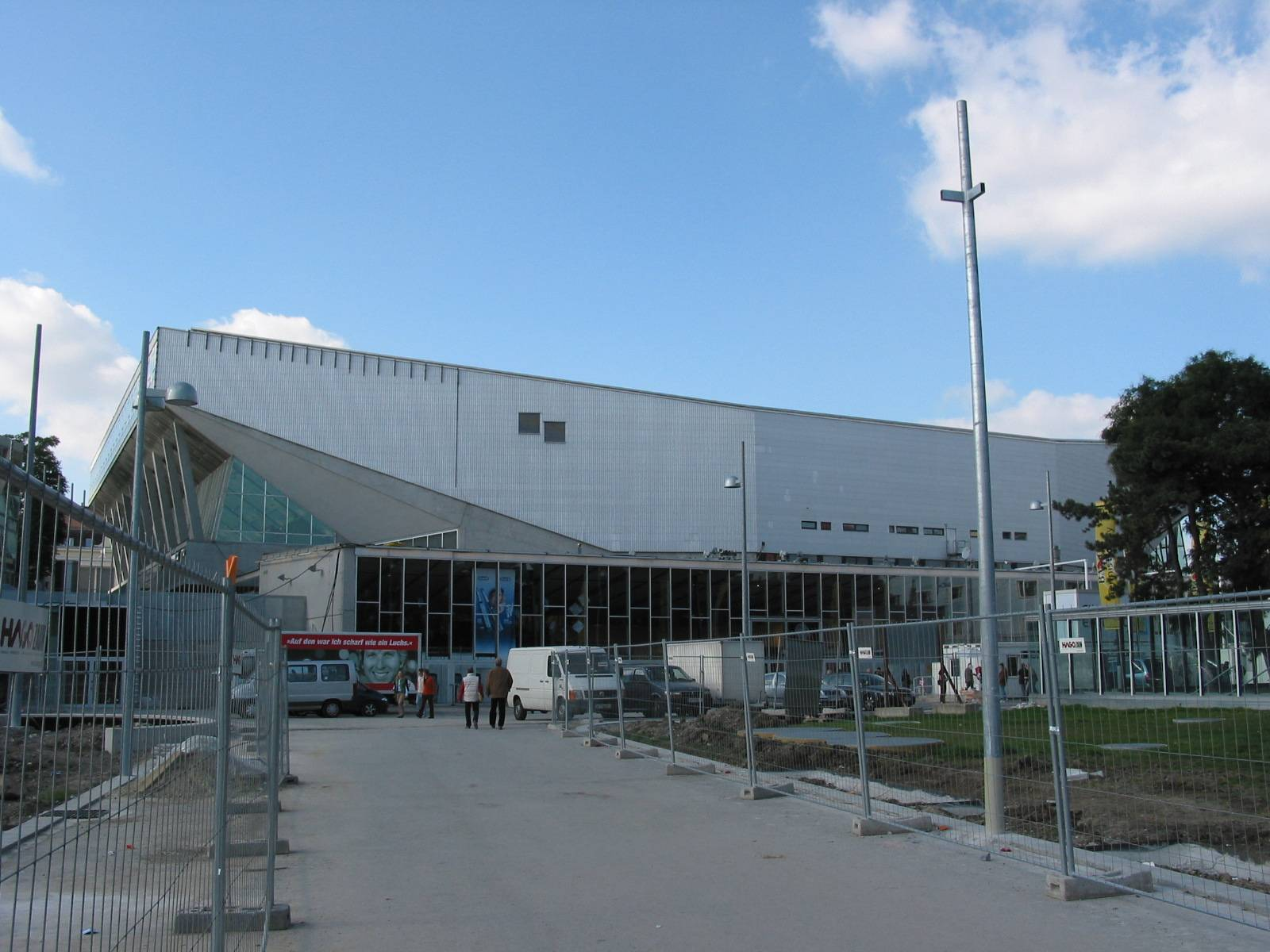
Wiener Stadthalle din Viena.

| Oraș      | Sală              | Observații |
| --------- | ----------------- | --- |
| Graz      | Stadthalle Graz   | A găzduit Campionatul European de Handbal Masculin din 2010.                                                    |
| Innsbruck | Olympiaworld      | A găzduit probele de patinaj artistic și hochei pe gheață la ambele Jocuri Olimpice de iarnă din 1964 si 1976.\ |
| Viena     | Wiener Stadthalle | Găzduiește anual turneul de tenis Erste Bank Open, precum și o serie de evenimente de-a lungul anului.          |

## Format
Competitia a constat din două semifinale și o finală, format folosit încă din 2008. Zece țări cu cel mai mare punctaj din fiecare semifinală s-au alăturat Austriei, Australiei, Regatului Unit, Germaniei, Spaniei, Italiei si Frantei în marea finală. La sfârșitul anului 2011, EBU a anunțat că a început arhivarea concursurilor încă din 1956.

### Show-ul aniversar de 60 de ani
Edgar Böhm, producătorul executiv al concursului din Viena, a confirmat ca BBC va produce evenimentul. Prezentatorii vor fi Graham Norton, comentatorul Concursului Muzical Eurovision difuzat in Regatul Unit, și Petra Mede, prezentatoarea Concursului Muzical Eurovision 2013. 14 interpreți din 12 țări au fost prezenți la eveniment.

## Prezentatori
Pe data de 19 decembrie 2014, oficialii concursului au dat publicității numele prezentatorilor.
- Alice Tumler

Născută în Innsbruck în 1979, Alice Tumler este cu adevărat internațională: este fiica unei mame franceze și a unui tată australian cu origini italiano-slovene. La vârsta de 19 ani s-a mutat la Londra, unde a studiat jurnalismul, media și sociologia. După rolurile jucate pe scena teatrului din Paris, ea a lucrat și pentru canalele de televiziune "Voyage" și "TraceTV". În 2010 a concurat în cadrul unui show foarte cunoscut din Franța, "Thalassa", devenind destul de populară. Alice vorbește fluent patru limbi străine.
- Mirjam Weichselbraun

Mirjam Weichselbraun a fost născută în Innsbruck în 1981. În 2005 a prezentat Finala Națională alături de Alfons Haider. In 2006 a fost co-prezentator al show-ului "Dancing on Ice" din Germania. Și-a câștigat popularitatea prin intermediul multelor filme și piese de teatru în care a avut roluri de succes. Din 2011 până în 2013 a fost co-prezentator al “Wiener Opernball”, alături de Alfons Haider și de Arabella Kiesbauer.
- Arabella Kiesbauer

Din 1994 până în 2004, Arabella Kiesbauer a fost moderatoarea propriului talkshow. Cel mai important moment pe plan profesional este creionat de prezentarea show-ului "Starmania".
- Conchita Wurst

Conchita Wurst este câștigătoarea Concursului Muzical Eurovision 2014. Ea va găzdui Camera verde în ediția din 2015.

## Sistem de votare
În fiecare țară se alcătuiește un clasament al tuturor cântecelor (cu excepția celui ce reprezintă țara respectivă, dacă este cazul) în funcție de rezultatele unui televot organizat. Un alt clasament complet se alcătuiește însumând notele juriului național. 12 puncte va primi țara cu cea mai favorabilă medie între cele două clasări, cea cu a doua cea mai favorabilă medie va primi 10 puncte, ș.a.m.d., până la 1 punct. În caz de egalitate, beneficiază cântecul clasat mai bine la televot. Rezultatele primite, astfel, de la fiecare țară se însumează, ieșind învingătoare piesa cu cel mai mare total, în caz de egalitate calculându-se numărul de țări ce au dat puncte țărilor aflate la egalitate, apoi numărul de țări ce le-au dat 12 puncte, 10, 8, ..., 1, dacă e necesar. Dacă departajarea dă greș, beneficiază cântecul intrat mai devreme în concurs.

## Participanți
Pe 10 februarie 2015 s-a anunțat că 39 de țări (40 cu Australia) vor participa la 2015 Eurovision 2015. Cipru și Serbia se reîntorc după o absență de un an, Cehia după o absență de cinci ani, iar Ucraina a renunțat să participe anul acesta. Australia și-a făcut debutul în concurs în calitate de invitat. Deadline-ul pentru aplicrea la participare a fost pe 15 septembrie 2014.
- Împărțirea țărilor în semifinale

Tragerea la sorți pentru împărțirea țărilor în semifinale a avut loc pe 26 ianuarie 2015 în Viena.
Procedura a fost următoarea: țările participante, excluzând țările calificate automat în finală (Austria, Franța, Germania, Italia, Regatul Unit și Spania), sunt împărțite în 5 urne, pe baza obiceiurilor lor de votare în edițiile trecute ale concursului, după care sunt repartizate 16 țări în prima semifinală, din 19 mai 2014, iar celelalte 17, în cea de-a doua semifinală, din 21 mai 2014. De asemenea, se decide în care jumătate vor participa acestea și în care semifinală votează fiecare dintre țările calificate automat.
- Repartizarea în urne a fost următoarea:

| Urna 1                                                                           | Urna 2                                                                   | Urna 3                                                                  | Urna 4                                                           | Urna 5                                                                 |
| -------------------------------------------------------------------------------- | ------------------------------------------------------------------------ | ----------------------------------------------------------------------- | ---------------------------------------------------------------- | ---------------------------------------------------------------------- |
| - Albania - Macedonia de Nord - Muntenegru - Slovenia - Elveția - Serbia - Malta | - Danemarca - Finlanda - Estonia - Norvegia - Suedia - Islanda - Letonia | - Azerbaidjan - Belarus - Georgia - Israel - Rusia - Armenia - Lituania | - Belgia - Cipru - Grecia - Irlanda - Țările de Jos - San Marino | - Ungaria - Republica Moldova - România - Portugalia - Polonia - Cehia |

- Semifinalele în care pot vota țările din Big 5, țara gazdă și țara invitată :

| Semifinala 1                            | Semifinala 2 |
| --------------------------------------- | ------------ |
| - Austria - Franța - Spania - Australia |              |

### Semifinala 1
Prima semifinală a avut loc pe 19 mai 2015. 16 țări au participat în această semifinală. Australia, Austria, Franța și Spania au votat în prima semifinală.
Cele mai bine clasate 10 țări s-au calificat în finală.
| Ordine | Țara                | Limbă           | Artist                    | Cântec                         | Titlu tradus                  | Loc | Puncte |
| ------ | ------------------- | --------------- | ------------------------- | ------------------------------ | ----------------------------- | --- | ------ |
| 01     | Republica Moldova   | engleză         | Eduard Romaniuta          | "I Want Your Love"             | Vreau dragostea ta            | 11  | 41     |
| 02     | Armenia             | engleză         | Genealogy                 | "Face the Shadow"              | Infruntă umbra                | 7   | 77     |
| 03     | Belgia              | engleză         | Loïc Nottet               | "Rhythm Inside"                | Ritm interior                 | 2   | 149    |
| 04     | Țările de Jos       | engleză         | Trijntje Oosterhuis       | "Walk Along"                   | Mergi de-a lungul             | 14  | 33     |
| 05     | Finlanda            | finlandeză      | Pertti Kurikan Nimipäivät | "Aina mun pitää"               | Mereu trebuie să              | 16  | 13     |
| 06     | Grecia              | engleză         | Maria Elena Kyriakou      | "One Last Breath"              | O ultimă suflare              | 6   | 81     |
| 07     | Estonia             | engleză         | Elina Born & Stig Rästa   | "Goodbye to Yesterday"         | La revedere zilei de ieri     | 3   | 105    |
| 08     | Republica Macedonia | engleză         | Daniel Kajmakoski         | "Autumn Leaves"                | Frunze de toamnă              | 15  | 28     |
| 09     | Serbia              | engleză         | Bojana Stamenov           | "Beauty Never Lies"            | Frumusețea nu minte niciodată | 9   | 63     |
| 10     | Ungaria             | engleză         | Boggie                    | "Wars for Nothing"             | Războaie pentru nimic         | 8   | 67     |
| 11     | Belarus             | engleză         | Uzari & Maimuna           | "Time"                         | Timp                          | 12  | 39     |
| 12     | Rusia               | engleză         | Polina Gagarina           | "A Million voices"             | Un milion de voci             | 1   | 182    |
| 13     | Danemarca           | engleză         | Anti Social Media         | "The Way You Are"              | Felul în care ești            | 13  | 33     |
| 14     | Albania             | engleză         | Elhaida Dani              | "I'm Alive"                    | Sunt în viață                 | 10  | 62     |
| 15     | România             | română, engleză | Voltaj                    | "De la capăt (All over Again)" | "De la capăt                  | 5   | 89     |
| 16     | Georgia             | engleză         | Nina Sublatti             | "Warrior"                      | Războinic                     | 4   | 98     |

### Semifinala 2
Cea de-a doua semifinală a avut loc pe 21 mai 2015, 17 țări luând parte în această semifinală.
Germania, Italia, Australia și Regatul Unit au votat în a doua semifinală. Cele mai bine clasate 10 țări s-au calificat în finală.
| Ordine | Țara        | Limba         | Artist                             | Cântec                         | Titlu tradus                           | Loc | Puncte |
| ------ | ----------- | ------------- | ---------------------------------- | ------------------------------ | -------------------------------------- | --- | ------ |
| 01     | Lituania    | engleză       | Monika Linkytė & Vaidas Baumila    | "This Time"                    | De data asta                           | 7   | 67     |
| 02     | Irlanda     | engleză       | Molly Sterling                     | "Playing with Numbers"         | Jucând cu numerele                     | 12  | 35     |
| 03     | San Marino  | engleză       | Michele Perniola & Anita Simoncini | "Chain of Lights"              | Lant de lumina                         | 16  | 11     |
| 04     | Muntenegru  | muntenegreană | Knez                               | "Adio"                         | Adio                                   | 9   | 57     |
| 05     | Malta       | engleză       | Amber                              | "Warrior"                      | Razboinic                              | 11  | 43     |
| 06     | Norvegia    | engleză       | Mørland & Debrah Scarlett          | "A Monster Like Me"            | Un monstru ca mine                     | 4   | 123    |
| 07     | Portugalia  | portugheză    | Leonor Andrade                     | "Há um mar que nos separa"     | E o mare care ne desparte              | 14  | 19     |
| 08     | Cehia       | engleză       | Marta Jandová & Václav Noid Bárta  | "Hope Never Dies"              | Speranța nu moare niciodată            | 13  | 33     |
| 09     | Israel      | engleză       | Nadav Guedj                        | "Golden Boy"                   | Băiat de aur                           | 3   | 151    |
| 10     | Letonia     | engleză       | Aminata                            | "Love Injected"                | Injectat cu dragoste                   | 2   | 155    |
| 11     | Azerbaidjan | engleză       | Elnur Hüseynov                     | "Hour of the Wolf"             | Ora lupului                            | 10  | 53     |
| 12     | Islanda     | engleză       | María Ólafs                        | "Unbroken"                     | Intact                                 | 15  | 14     |
| 13     | Suedia      | engleză       | Måns Zelmerlöw                     | "Heroes"                       | Eroi                                   | 1   | 217    |
| 14     | Elveția     | engleză       | Mélanie René                       | "Time to Shine"                | Timpul să stralucesc                   | 17  | 4      |
| 15     | Cipru       | engleză       | John Karayiannis                   | "One Thing I Should Have Done" | Un lucru pe care trebuia sa-l fi facut | 6   | 87     |
| 16     | Slovenia    | engleză       | Maraaya                            | "Here for You"                 | Aici, pentru tine                      | 5   | 92     |
| 17     | Polonia     | engleză       | Monika Kuszyńska                   | "In the Name of Love"          | În numele dragostei                    | 8   | 57     |

### Finala
| Nr. | Țara         | Limba           | Artist                          | Cântec                         | Titlu în română                        | Loc | Puncte |
| --- | ------------ | --------------- | ------------------------------- | ------------------------------ | -------------------------------------- | --- | ------ |
| 01  | Slovenia     | engleză         | Maraaya                         | "Here for You"                 | Aici, pentru tine                      | 14  | 39     |
| 02  | Franța       | franceză        | Lisa Angell                     | "N'oubliez pas"                | Nu uita!                               | 25  | 4      |
| 03  | Israel       | engleză         | Nadav Guedj                     | "Golden Boy"                   | Băiat de aur                           | 9   | 97     |
| 04  | Estonia      | engleză         | Elina Born & Stig Rästa         | "Goodbye to Yesterday"         | Adio zilei de ieri                     | 7   | 106    |
| 05  | Regatul Unit | engleză         | Electro Velvet                  | "Still in Love with You"       | Încă îndrăgostit de tine               | 24  | 5      |
| 06  | Armenia      | engleză         | Genealogy                       | "Face the Shadow"              | Înfruntă umbra                         | 16  | 31     |
| 07  | Lituania     | engleză         | Monika Linkytė & Vaidas Baumila | "This Time"                    | De data asta                           | 18  | 30     |
| 08  | Serbia       | engleză         | Bojana Stamenov                 | "Beauty Never Lies"            | Frumusețea nu minte niciodată          | 10  | 53     |
| 09  | Norvegia     | engleză         | Mørland & Debrah Scarlett       | "A Monster Like Me"            | Un monstru ca mine                     | 8   | 102    |
| 10  | Suedia       | engleză         | Måns Zelmerlöw                  | "Heroes"                       | Eroi                                   | 1   | 365    |
| 11  | Cipru        | engleză         | John Karayiannis                | "One Thing I Should Have Done" | Un lucru pe care trebuia să-l fi făcut | 22  | 11     |
| 12  | Australia    | engleză         | Guy Sebastian                   | "Tonight Again"                | Diseara, din nou                       | 5   | 196    |
| 13  | Belgia       | engleză         | Loïc Nottet                     | "Rhythm Inside"                | Ritm interior                          | 4   | 217    |
| 14  | Austria      | engleză         | The Makemakes                   | "I Am Yours"                   | Sunt al tău                            | 27  | 0      |
| 15  | Grecia       | engleză         | Maria Elena Kyriakou            | "One Last Breath"              | O ultimă suflare                       | 19  | 23     |
| 16  | Muntenegru   | muntenegreană   | Knez                            | "Adio"                         | Adio                                   | 13  | 44     |
| 17  | Germania     | engleză         | Ann Sophie                      | "Black Smoke"                  | Fum negru                              | 26  | 0      |
| 18  | Polonia      | engleză         | Monika Kuszyńska                | "In the Name of Love"          | In numele iubirii                      | 23  | 10     |
| 19  | Letonia      | engleză         | Aminata                         | "Love Injected"                | Dragoste injectată                     | 6   | 186    |
| 20  | România      | română, engleză | Voltaj                          | "De la capăt (All over Again)" | De la capăt                            | 15  | 35     |
| 21  | Spania       | spaniolă        | Edurne                          | "Amanecer"                     | Zori de zi                             | 21  | 15     |
| 22  | Ungaria      | engleză         | Boggie                          | "Wars for Nothing"             | Războaie pentru nimic                  | 20  | 19     |
| 23  | Georgia      | engleză         | Nina Sublatti                   | "Warrior"                      | Războinica                             | 11  | 51     |
| 24  | Azerbaidjan  | engleză         | Elnur Hüseynov                  | "Hour of the Wolf"             | Ora lupului                            | 12  | 49     |
| 25  | Rusia        | English         | Polina Gagarina                 | "A Million Voices"             | Un milion de voci                      | 2   | 303    |
| 26  | Albania      | English         | Elhaida Dani                    | "I'm Alive"                    | Sunt vie                               | 17  | 34     |
| 27  | Italia       | italiană        | Il Volo                         | "Grande amore"                 | Marea iubire                           | 3   | 292    |

## Tabele

### Semifinala 1
| Semifinala 1 | Semifinala 1  | Semifinala 1 | Semifinala 1  | Semifinala 1 | Semifinala 1  | Semifinala 1 |
| Loc          | Televot       | Puncte       | 50/50         | Puncte       | Juriu         | Puncte       |
| ------------ | ------------- | ------------ | ------------- | ------------ | ------------- | ------------ |
| 1            | Rusia         | 151          | Rusia         | 182          | Rusia         | 167          |
| 2            | Estonia       | 136          | Belgia        | 149          | Belgia        | 151          |
| 3            | Belgia        | 124          | Estonia       | 105          | Grecia        | 99           |
| 4            | Georgia       | 97           | Georgia       | 98           | Georgia       | 95           |
| 5            | România       | 96           | România       | 89           | Țările de Jos | 70           |
| 6            | Armenia       | 90           | Grecia        | 81           | Ungaria       | 70           |
| 7            | Serbia        | 86           | Armenia       | 77           | Romania       | 67           |
| 8            | Albania       | 66           | Ungaria       | 67           | Belarus       | 66           |
| 9            | Grecia        | 61           | Serbia        | 63           | Estonia       | 66           |
| 10           | Finlanda      | 55           | Albania       | 62           | Albania       | 61           |
| 11           | Ungaria       | 50           | Moldova       | 41           | Danemarca     | 58           |
| 12           | Moldova       | 48           | Belarus       | 39           | Armenia       | 54           |
| 13           | Belarus       | 32           | Danemarca     | 33           | Serbia        | 47           |
| 14           | Danemarca     | 23           | Țările de Jos | 33           | Moldova       | 46           |
| 15           | Țările de Jos | 23           | Macedonia     | 28           | Macedonia     | 42           |
| 16           | Macedonia     | 22           | Finlanda      | 13           | Finlanda      | 1            |

| Procedura de vot folosită: 50% Juriu și televote 100% Juriu | Procedura de vot folosită: 50% Juriu și televote 100% Juriu | Rezultate vot | Rezultate vot     | Rezultate vot | Rezultate vot | Rezultate vot | Rezultate vot | Rezultate vot | Rezultate vot | Rezultate vot | Rezultate vot | Rezultate vot | Rezultate vot | Rezultate vot | Rezultate vot | Rezultate vot | Rezultate vot | Rezultate vot | Rezultate vot | Rezultate vot | Rezultate vot | Rezultate vot |
| Procedura de vot folosită: 50% Juriu și televote 100% Juriu | Procedura de vot folosită: 50% Juriu și televote 100% Juriu |               | Republica Moldova | Armenia       | Belgia        | Ţările de Jos | Finlanda      | Grecia        | Estonia       | Macedonia     | Serbia        | Ungaria       | Belarus       | Rusia         | Danemarca     | Albania       | România       | Georgia       | Australia     | Austria       | Franța        | Spania        |
|                                                             | Republica Moldova                                           | 41            |                   | 6             |               |               |               |               |               | 5             | 5             |               | 5             |               |               | 2             | 8             | 10            |               |               |               |               |
| Armenia                                                     | 77                                                          | 4             |                   | 12            | 5             |               | 7             |               | 7             |               |               | 7             | 12            |               | 5             | 1             | 8             |               |               | 5             | 4             |               |
| Belgia                                                      | 149                                                         | 5             | 1                 |               | 12            | 12            | 6             | 10            | 6             | 7             | 10            | 6             | 8             | 12            | 6             | 7             | 5             | 8             | 6             | 12            | 10            |               |
| Țările de Jos                                               | 33                                                          |               |                   | 6             |               | 3             |               | 5             | 1             |               |               |               |               | 7             | 1             | 3             | 2             |               |               | 2             | 3             |               |
| Finlanda                                                    | 13                                                          |               |                   |               |               |               |               | 4             |               | 4             | 2             | 1             |               | 2             |               |               |               |               |               |               |               |               |
| Grecia                                                      | 81                                                          | 3             | 8                 | 3             | 6             | 2             |               | 1             | 4             | 6             | 3             | 3             | 5             |               | 12            | 6             | 4             | 6             | 4             | 3             | 2             |               |
| Estonia                                                     | 105                                                         | 2             | 4                 | 5             | 8             | 8             | 4             |               | 2             | 2             | 8             | 8             | 10            | 8             |               | 2             | 3             | 5             | 10            | 4             | 12            |               |
| Macedonia                                                   | 28                                                          | 1             |                   |               |               |               |               | 2             |               | 12            |               |               |               |               | 10            |               |               | 3             |               |               |               |               |
| Serbia                                                      | 63                                                          |               | 5                 |               | 7             | 4             | 2             |               | 12            |               | 4             | 4             | 4             | 1             |               |               |               | 12            | 7             | 1             |               |               |
| Ungaria                                                     | 67                                                          |               |                   | 4             | 4             | 7             |               | 12            |               | 8             |               |               | 2             | 4             | 3             | 10            |               | 2             | 5             | 6             |               |               |
| Belarus                                                     | 39                                                          | 8             | 7                 |               |               |               | 3             |               |               |               |               |               | 6             | 3             |               |               | 12            |               |               |               |               |               |
| Rusia                                                       | 182                                                         | 7             | 10                | 8             | 10            | 10            | 12            | 8             | 8             | 10            | 12            | 12            |               | 10            | 7             | 12            | 7             | 10            | 12            | 10            | 7             |               |
| Danemarca                                                   | 33                                                          |               | 2                 | 1             | 3             | 1             | 1             | 7             |               |               | 7             |               |               |               |               | 5             |               | 4             | 1             |               | 1             |               |
| Albania                                                     | 62                                                          | 6             |                   | 10            |               |               | 10            |               | 10            |               | 1             |               | 3             |               |               |               | 6             |               | 3             | 7             | 6             |               |
| România                                                     | 89                                                          | 12            | 3                 | 7             | 2             | 6             | 5             | 3             |               | 3             | 5             | 2             | 1             | 6             | 8             |               | 1             | 1             | 8             | 8             | 8             |               |
| Georgia                                                     | 98                                                          | 10            | 12                | 2             | 1             | 5             | 8             | 6             | 3             | 1             | 6             | 10            | 7             | 5             | 4             | 4             |               | 7             | 2             |               | 5             |               |

## Alte țări

### Țări care nu participă la Eurovision 2015
- Andorra - Într-o discuție despre Eurovision, Andorra a confirmat că nu va participa în 2015.[20]
- Bulgaria - În ciuda unei înscrieri preliminare, operatorul de radio BNT a anunțat pe 10 octombrie 2014 că nu va participa la Eurovision 2015.[21]Totuși, EBU le-a mai acordat o șansă, oferindu-le încă ceva timp pentru inscriere, în speranța rezolvarii problemelor ce țin de buget.
- Liechtenstein - Postul public 1FLTV a anunțat că nu va debuta în 2015 deoarece nu plănuiește să se alăture EBU din cauza lipsei de fonduri.[22]
- Liban - Télé Liban a confirmat că nu își vor face debutul în Viena.[23] Inițial Liban au dorit să debuteze în 2005, însă au renunțat înainte de concurs.
- Luxemburg - RTL a confirmat faptul că Luxemburg nu va reveni în 2015.[24]
- Monaco - Monaco ar putea reveni în 2015 la Eurovision grație unui tânăr cântăreț monegasc, Josh Stanley. Potrivit unor zvonuri, Josh ar discuta cu TMC despre o posibilă participare a sa în concurs.[25] La data de 20 iunie, TMC a confirmat pentru esctoday.com că Monaco nu va reveni în concurs în 2015.[26]
- Slovacia - RTVS a anunțat că Slovacia nu va reveni în concurs în 2015.[27]
- Turcia – Chiar dacă Turcia nu a participat 2 ani la rând, în 2013 și 2014, TRT a afirmat ulterior că o participare în 2015 este posibilă[28] În februarie 2014, Sietse Bakker a postat pe pagina sa de Twitter despre posibilitatea revenirii Turciei în concurs.[29]  În ciuda zvonurilor potrivit cărora Turcia va reveni în competiție, Volkan Bozkir, membru în Parlamentul Turc, a afirmat la o că Turcia nu va participa nici în 2015.[30] Dar, potrivit unui site de știri german, precum și potrivit EBU, TRT nu a confirmat încă neparticiparea la ediția din 2015.[31] Pe 25 august 2014, directorul de relații publice al TRT, Yağmur Tüzün, anunțat că Turcia nu va dori să participe în 2015.[32][33] Neparticiparea Turciei a fost ulterior confirmată pe data de 5 septembrie 2014.[34]
- Ucraina - Din cauza motivelor financiare și politice, operatorul de radio NTU a decis să se retragă de la Eurovision.[35]
- Maroc - Până la urmă, SNRT a decis ca țara nord-africană să nu ia parte la cea de-a 60-a ediție a Eurovision Song Contest.

|}

## Transmisiunea internationala și procesul de votare

### Purtători de cuvânt
| Țara | Putător de cuvânt |
| --- | --- |
| - Albania - Australia - Austria - Belarus - Danemarca - Estonia - Finlanda - Franța - Georgia - Germania - Grecia - Italia - Lituania - Țările de Jos - Portugalia - San Marino - Spania - Suedia - Elveția - Regatul Unit - România - Republica Moldova | - Andri Xhahu - Lee Lin Chin - Kati Bellowitsch - Teo (reprezentantul Belarusului în 2014) - Basim (reprezentantul Danemarcei in 2014) - Tanja (reprezentanta Estoniei in 2014) - Krista Siegfrids (reprezentanta Finlandei în 2013) - Virginie Guilhaume - Natia Bunturi - Barbara Schöneberger - Helena Paparizou (reprezentanta Greciei în 2005; câștigătoare în același an) - Federico Russo - Ugnė Galadauskaitė - Edsilia Rombley (reprezentanta Olandei în 1998 și în 2007) - Suzy (reprezentanta Portugaliei in 2014) - Valentina Monetta (reprezentanta statului San Marino în 2012, 2013, 2014) - Lara Siscar - Mariette Hansson - Laetitia Guarino - Nigella Lawson - Sonia Argint Ionescu - Olivia Furtună |

### Comentatori
| Țara | Comentator |
| --- | --- |
| - Albania - Armenia - Australia - Austria - Azerbaidjan - Belarus - Belgia - Canada - China - Cipru - Cehia - Danemarca - Estonia - Finlanda - Franța - Germania - Grecia - Ungaria - Islanda - Irlanda - Italia - Letonia - Lituania - Macedonia de Nord - Muntenegru - Țările de Jos - Norvegia - Polonia - Portugalia - România - Rusia - San Marino - Serbia - Slovenia - Spania - Suedia - Elveția - Ucraina - Regatul Unit | - Andri Xhahu - Aram Mp3 si Erik Antaranyan - Julia Zemiro si Sam Pang - Andi Knoll - Kamran Guliyev - Evgeny Perlin - germana: Peter Van de Veire si Eva Daeleman \| franceza: Jean-Louis Lahaye si Maureen Louys - Tommy D. si Adam Rollins - Liang Qiaobo si Wu Zhoutong - Melina Karageorgiou - Aleš Háma - Ole Tøpholm - Marko Reikop - finlandeza: Aino Töllinen si Cristal Snow \| suedeza: Eva Frantz si Johan Lindroos - Mareva Galanter and Jérémy Parayre (semifinalele) \| Marianne James (finala) - Peter Urban - Maria Kozakou si Giorgos Kapoutzidis - Gábor Gundel Takács - Felix Bergsson - Marty Whelan - Marco Ardemagni si Filippo Solibello - Valters Frīdenbergs si Toms Grēviņš - Darius Užkuraitis - Karolina Petkovska - Dražen Bauković si Tamara Ivanković - Cornald Maas si Jan Smit - Olav Viksmo - Artur Orzech - Hélder Reis si Ramon Galarza - Bogdan Stănescu - Yana Churikova si Yuriy Aksyuta - Lia Fiorio si Gigi Restivo - Duška Vučinić (prima semifinala, finala) \| Silvana Grujić (a doua semifinala) - Andrej Hofer - José María Íñigo - Sanna Nielsen si Edward af Sillén - germana: Sven Epiney \| franceza: Jean-Marc Richard si Nicolas Tanner \| italiana: Clarissa Tami si Paolo Meneguzzi - Timur Miroshnychenko si Tetiana Terekhova - Scott Mills and Mel Giedroyc (semifinalele), Graham Norton (finala) |

## Albumul oficial
Eurovision Song Contest: Vienna 2015 este compilația oficială a melodiilor din cadrul Eurovision 2015, puse împreună de către EBU și va fi lansat de Universal Music Group pe 20 aprilie 2015. Albumul cuprinde toate cele 40 de melodii din acest an, inclusiv semifinaliștii care nu au intrat în etapa finală.
| CD 1            |                                         |                                   |         |  |
| Nr.             | Titlu                                   | Artist                            | Lungime |  |
| 1.              | „I'm Alive” (Albania)                   | Elhaida Dani                      | 3:00    |  |
| 2.              | „Face the Shadow” (Armenia)             | Genealogy                         | 3:02    |  |
| 3.              | „I Am Yours” (Austria)                  | The Makemakes                     | 3:00    |  |
| 4.              | „Tonight Again” (Australia)             | Guy Sebastian                     | 3:02    |  |
| 5.              | „Hour of the Wolf” (Azerbaijan)         | Elnur Hüseynov                    | 2:59    |  |
| 6.              | „Rhythm Inside” (Belgia)                | Loïc Nottet                       | 2:53    |  |
| 7.              | „Time” (Belarus)                        | Uzari& Maimuna                    | 3:03    |  |
| 8.              | „Time to Shine” (Elveția)               | Mélanie René                      | 3:02    |  |
| 9.              | „One Thing I Should Have Done” (Cipru)  | John Karayiannis                  | 3:03    |  |
| 10.             | „Hope Never Dies” (Cehia)               | Marta Jandová & Václav Noid Bárta | 3:04    |  |
| 11.             | „Black Smoke” (Germania)                | Ann Sophie                        | 3:12    |  |
| 12.             | „The Way You Are” (Danemarca)           | Anti Social Media                 | 3:05    |  |
| 13.             | „Goodbye to Yesterday” (Estonia)        | Elina Born & Stig Rästa           | 3:00    |  |
| 14.             | „Amanecer” (Spania)                     | Edurne                            | 3:04    |  |
| 15.             | „Aina mun pitää” (Finlanda)             | Pertti Kurikan Nimipäivät         | 1:27    |  |
| 16.             | „N'oubliez pas” (Franța)                | Lisa Angell                       | 3:00    |  |
| 17.             | „Still in Love with You” (Regatul Unit) | Electro Velvet                    | 2:53    |  |
| 18.             | „Warrior” (Georgia)                     | Nina Sublatti                     | 3:01    |  |
| 19.             | „One Last Breath” (Grecia)              | Maria Elena Kyriakou              | 2:56    |  |
| 20.             | „Wars for Nothing” (Ungaria)            | Boggie                            | 2:57    |  |
| Lungime totală: | Lungime totală:                         | Lungime totală:                   | 58:43   |  |

| CD 2            |                                         |                                    |         |  |
| Nr.             | Titlu                                   | Artist                             | Lungime |  |
| 1.              | „Playing with Numbers” (Irlanda)        | Molly Sterling                     | 3:05    |  |
| 2.              | „Golden Boy” (Israel)                   | Nadav Guedj                        | 3:00    |  |
| 3.              | „Unbroken” (Islanda)                    | María Ólafsdóttir                  | 3:04    |  |
| 4.              | „Grande amore” (Italia)                 | Il Volo                            | 3:01    |  |
| 5.              | „This Time” (Lituania)                  | Monika Linkytė & Vaidas Baumila    | 3:10    |  |
| 6.              | „Love Injected” (Letonia)               | Aminata                            | 3:00    |  |
| 7.              | „I Want Your Love” (Moldova)            | Eduard Romanyuta                   | 2:59    |  |
| 8.              | „Adio” (Muntenegru)                     | Knez                               | 3:02    |  |
| 9.              | „Autumn Leaves” (Macedonia)             | Daniel Kajmakoski                  | 3:02    |  |
| 10.             | „Warrior” (Malta)                       | Amber                              | 2:59    |  |
| 11.             | „Walk Along” (Tările de Jos)            | Trijntje Oosterhuis                | 3:03    |  |
| 12.             | „A Monster Like Me” (Norvegia)          | Mørland & Debrah Scarlett          | 3:04    |  |
| 13.             | „In the Name of Love” (Polonia)         | Monika Kuszyńska                   | 2:56    |  |
| 14.             | „Há um mar que nos separa” (Portugalia) | Leonor Andrade                     | 3:00    |  |
| 15.             | „De la capăt” (România)                 | Voltaj                             | 3:00    |  |
| 16.             | „Beauty Never Lies” (Serbia)            | Bojana Stamenov                    | 2:55    |  |
| 17.             | „A Million Voices” (Rusia)              | Polina Gagarina                    | 3:07    |  |
| 18.             | „Heroes” (Suedia)                       | Måns Zelmerlöw                     | 3:11    |  |
| 19.             | „Here for You” (Slovenia)               | Maraaya                            | 2:58    |  |
| 20.             | „Chain of Lights” (San Marino)          | Michele Perniola & Anita Simoncini | 3:01    |  |
| Lungime totală: | Lungime totală:                         | Lungime totală:                    | 61:50   |  |